# Silvio Panciera
Silvio Panciera (* 21. März 1933 in Venedig; † 16. August 2016 in Rom) war ein italienischer Althistoriker und Epigraphiker.

Silvio Panciera absolvierte seine akademische Ausbildung an der Universität Padua. Er legte 1957 seine erste größere Untersuchung zum Wirtschaftsleben der norditalienischen Handelsstadt Aquileia vor. Panciera war ein akademischer Schüler von Attilio Degrassi. Von 1963 bis 2006 lehrte Panciera als Professor für Epigraphik und Altertumskunde an der Universität La Sapienza in Rom. Er war Dekan der Pontificia Accademia Romana di Archeologia. Von 1992 bis 1997 war er Präsident der Association Internationale d’Épigraphie Grecque et Latine, einer internationalen Vereinigung für griechische und lateinische Epigraphik.
Mit Géza Alföldy zählte Panciera zu den wichtigsten Forschern im Bereich der lateinischen Epigraphik. Panciera verstand die Epigraphik als eigenständige Disziplin und nicht als Hilfswissenschaft der Alten Geschichte. Seine Kriterien bei der Edition von Inschriftentexten wurden in der Fachwelt akzeptiert. Wesentliche Verdienste erwarb er sich bei der Neuherausgabe des Corpus Inscriptionum Latinarum. Dafür wurde ihm der Max-Planck-Forschungspreis verliehen. In enger Zusammenarbeit mit dem von Alföldy geführten Projekt der Heidelberger Akademie der Wissenschaften einer elektronischen Datenbank zu den lateinischen Inschriften des Imperium Romanum (der Epigraphischen Datenbank Heidelberg) brachte er die Datenbank der stadtrömischen Inschriften voran. Panciera veröffentlichte zahlreiche Untersuchungen zur antiken Religion, Berufsleben, senatorischen und ritterlichen Karrieren. Von ihm stammen auch grundlegende Abhandlungen zur Fälschung von Inschriften im Humanismus.
Ihm wurde die Verdienstmedaille der Adam-Mickiewicz-Universität Posen verliehen. Er war Mitglied der Accademia Nazionale dei Lincei, des Deutschen Archäologischen Instituts, der Finnischen Akademie der Wissenschaften und der Society for the Promotion of Roman Studies. Zudem war er korrespondierendes Mitglied der Heidelberger Akademie der Wissenschaften (seit 1991) und der Bayerischen Akademie der Wissenschaften (seit 1997).

## Schriften (Auswahl)
- Vita economica di Aquileia in età romana (= Quaderni. Nummer 6). Associazione Nazionale per Aquileia, Aquileia 1957.
- Un falsario del primo ottocento. Girolamo Asquini e l’epigrafia antica delle Venezie (= Note e discussioni erudite. Band 13). Ed. di Storia e letteratura, Rom 1970.
- Porti e commerci nell’Alto Adriatico. In: Aquileia e l’Alto Adriatico, Bd. 2: Aquileia e l’Istria, Sergio Tavano (Hrsg.): Atti della II Settimana di Studi Aquileiesi, 25 aprile – 5 maggio 1971 (= Antichità Altoadriatiche, 1972, S. 79–112).
- Strade e commerci tra Aquileia e le regioni alpine. In: Aquileia e l’arco alpino orientale, Atti della VI Settimana di Studi Aquileiesi, 25 aprile – 1 maggio 1975 (= Antichità Altoadriatiche IX, 1976, S. 153–172).
- Aquileiesi in Occidente e Occidentali in Aquileia. In: Mario Mirabella Roberti (Hrsg.): Aquileia e l’Occidente, Atti dell’XI Settimana di Studi Aquileiesi, 24 – 30 aprile 1980 (= Antichità Altoadriatiche XIX, 1981, S. 105–138).
- mit Henner von Hesberg: Das Mausoleum des Augustus. Der Bau und seine Inschriften (= Abhandlungen der Bayerischen Akademie der Wissenschaften, Philosophisch-Historische Klasse. Neue Folge, Band 108). C. H. Beck, München 1994, ISBN 3-7696-0103-3.
- I numeri di Patavium. In: Erkos. Studi in onore di Franco Sartori. Sargon, Padua 2003, S. 187–208.
- Epigrafi, epigrafia, epigrafisti. Scritti vari editi e inediti (1956–2005) con note complementari e indici (= Vetera. Band 16). 3 Bände, Quasar, Rom 2006, ISBN 88-7140-306-1.
- Corpus Inscriptionum Latinarum: Inscriptiones urbis Romae Latinae (= CIL VI). Pars VIII, Fasc. 1,1: Titvli nvmeris notati a 39341 ad 39800 – Inscriptiones sacrae deorvm qvorvm nomina litt. A-F incipivnt. Walter de Gruyter, Berlin/Boston 2018, ISBN 978-3-11-062659-9.